# Teatro Nacional de São Carlos

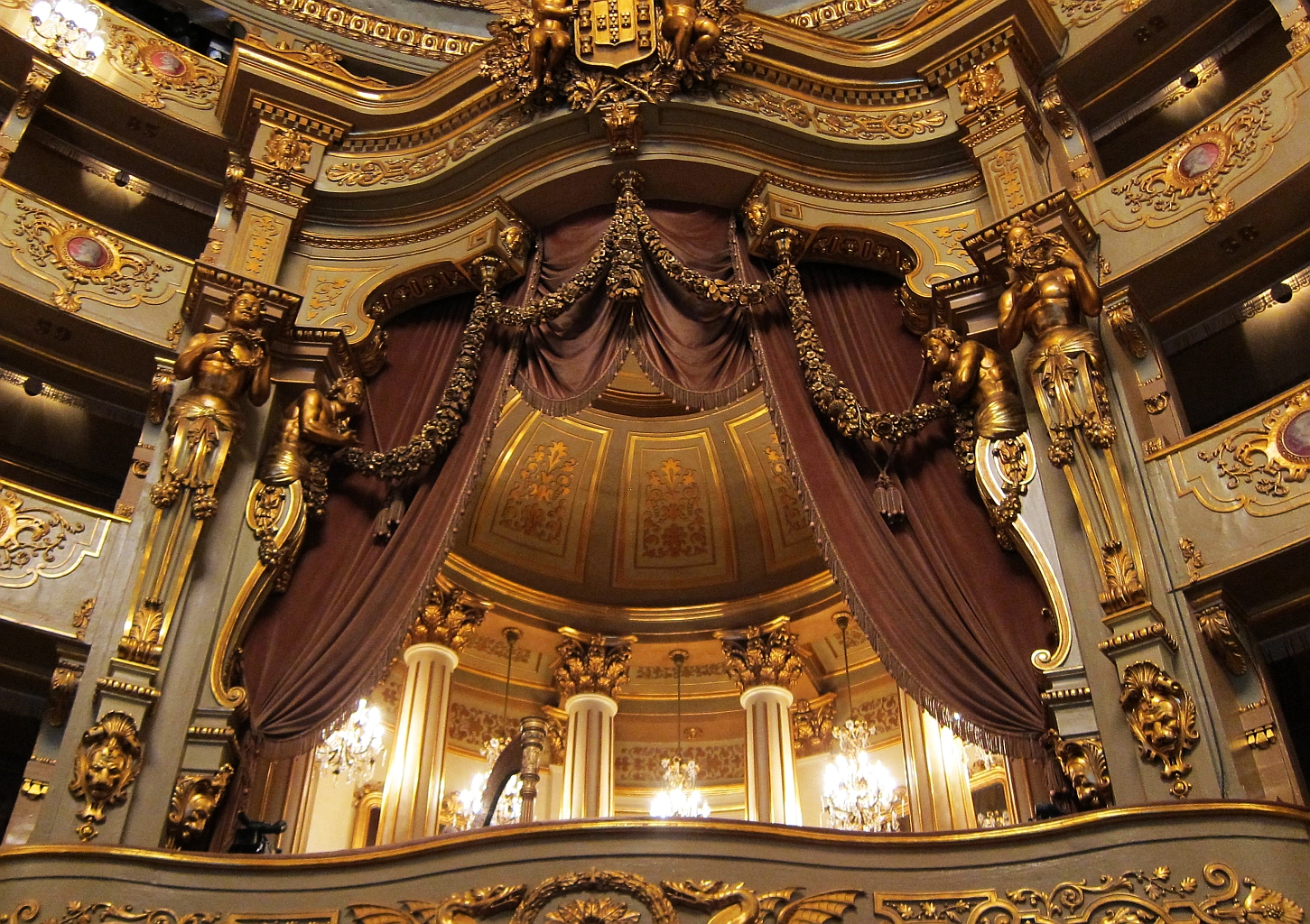
Interior del Teatro São Carlos.

El Teatro Nacional de San Carlos (en portugués: Teatro Nacional de São Carlos, TNSC) es el teatro de ópera y conciertos de Lisboa, Portugal.
Fue construido en 1792 por José da Costa e Silva, modelado sobre una antigua ópera, el Teatro Tejo, que fuera destruido durante el gran terremoto de 1755, e inaugurado por la reina María I el 30 de junio de 1793.
Inspirado en La Scala de Milán y en el Teatro de San Carlos de Nápoles, tiene cinco niveles de palcos y galerías y excelente acústica con capacidad para 844 espectadores. Presenta una fachada neoclásica  de bellas proporciones siendo el interior de estilo rococó. 
Cuando en el siglo XIX la corte portuguesa debió huir a Brasil por las invasiones napoleónicas, se construyó un teatro de semejante características en Río de Janeiro.
En 1850 se instala la iluminación a gas que será reemplazada en 1883 por la eléctrica.
Permaneció cerrado entre 1912 y 1920 realizándose en 1938 y 1940 obras de restauración.
A veces, por motivos de aforo, los espectáculos se trasladan al auditorio del Centro Cultural de Belém.